# Pompeia (São Paulo)
Pompeia  este un oraș în São Paulo (SP), Brazilia.